# Ujemny interes umowny
Ujemny interes umowny – zwrotem tym posługuje się nauka prawa cywilnego dla określenia różnych przypadków powstania szkody w związku z niedojściem zamierzonej umowy do skutku.
Ewentualne odszkodowanie z tego tytułu powinno uwzględniać, co by strona miała, gdyby nie wdawała się w zawieranie umowy, a nie co by miała, gdyby umowa została wykonana.
Ujemny interes umowny określany jest również jako negatywny interes umowny.